# ボンバーパワフル
ボンバーパワフルは、2004年に三共（SANKYO）から発売されたパチスロ機。それまでパチンコ専業メーカーだったSANKYOのパチスロ参入第一弾である。
キャラクターに「フィーバーパワフル」シリーズの「夢夢」「ナナ」姉妹を起用している。
なお本機種の後継機となる「ボンバーパワフルII」が2013年に発売されている。

## 概要
基本スペックは、ストック機能搭載の4号機で、内部ボーナス放出契機としてSTゲーム数消化と特殊小役による解除となっている。ちなみに、世界観は「フィーバーワイドパワフル」を継承している。
STゲームは4つのモードによって管理されており、「ハマリ」「ノーマル」「連チャン」「ボンバー」と呼称されている。高設定になればなるほど「ハマリ」への転落が少なく、出玉率も上がる。なお、JACゲーム中にJACハズレを引くと、ほぼ100％で1G連チャンが確定する（但し、リミッターが搭載されており、1G連チャンのみで5連チャン（1G連4連続当選）すると発動し、リミッター発動中の1G連チャンは無効となる）。
滞在モードの見分け方は、JACゲーム中の背景に飛行して来るキャラクター（夢夢のみ＜夢夢とナナ＜UFO飛来＜ロボパワフル出現の順に連荘の期待が高まる）と、ボーナス直後の「シャッターチャンス」からの発展、または解除ゲーム数で概ね判別出来る。特に設定6は600G以上ハマる確率が非常に低いことから、見分けるのは容易とされる。
演出画面は7000通り以上存在するが、演出の組み合わせなどで解除ゲームの20G手前から始まる「前兆確定演出」および、最大128G手前で起こる「サブリミナル演出」がカギとなる。また、リール上でもチャンス目（オールフルーツ）による前兆がある（確定や、解除抽選目ではない。抽選で出現する単なる演出（前兆中は出現率が上げられている）なので、前兆中以外のオールフルーツは単なるガセ目である）。

## 7cafe（ナナカフェ）
2006年には後継機種として「7Cafe」（ナナカフェ）が発売されているが、同機種は保通協における型式名が「ボンバーパワフル2」であることからもわかるように、ボーナス放出時のモード移行率が異なる以外、ST解除ゲーム数のテーブルや演出などは全て本機種と同一となっており、実質的に本機種のバリエーションの一つである。